# St. Matthias (Strauch)

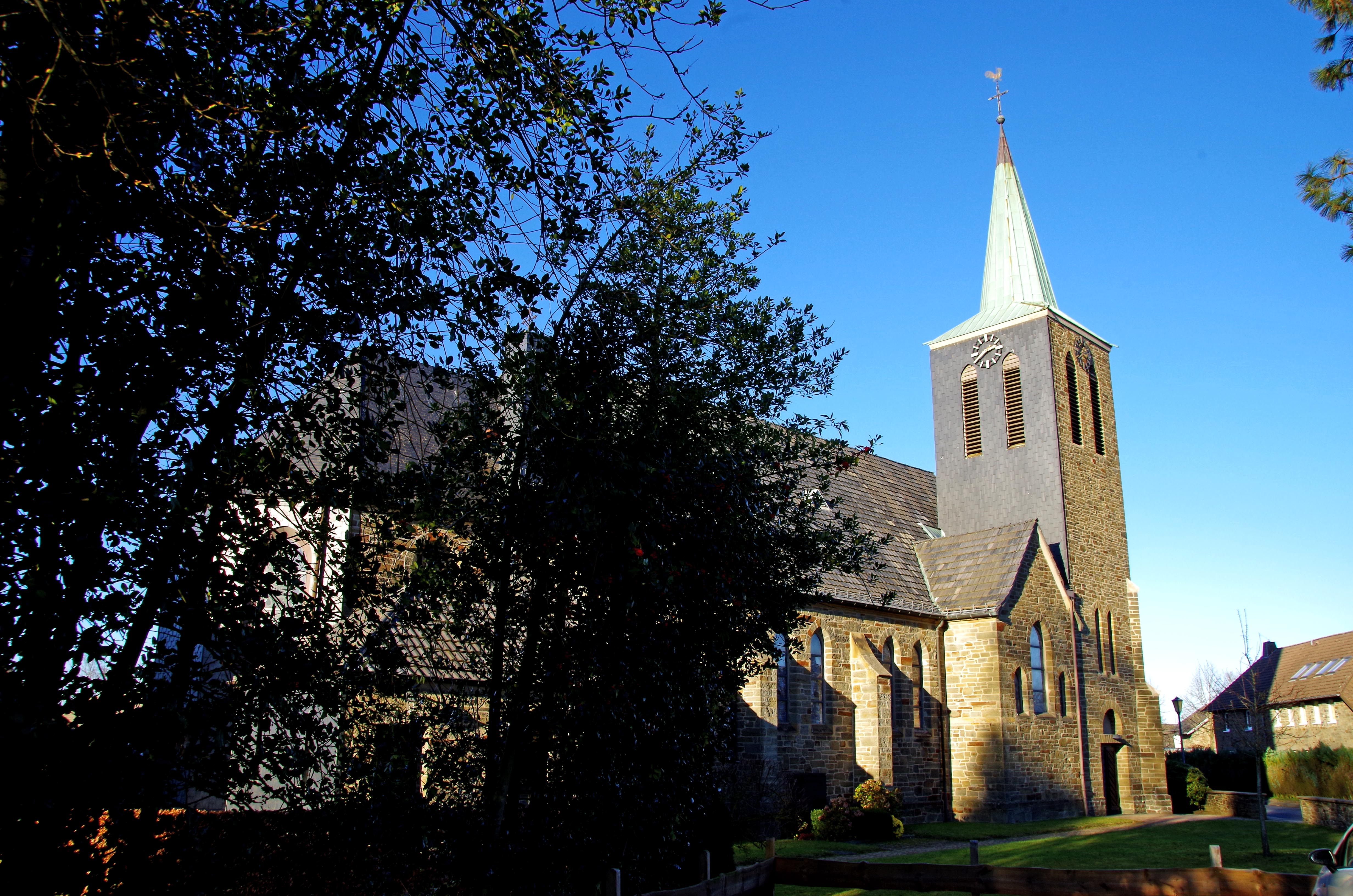
St. Matthias (Strauch), Außenfassade von Südwesten

St. Matthias ist die römisch-katholische Pfarrkirche des Simmerather Ortsteils Strauch in der Städteregion Aachen in Nordrhein-Westfalen.

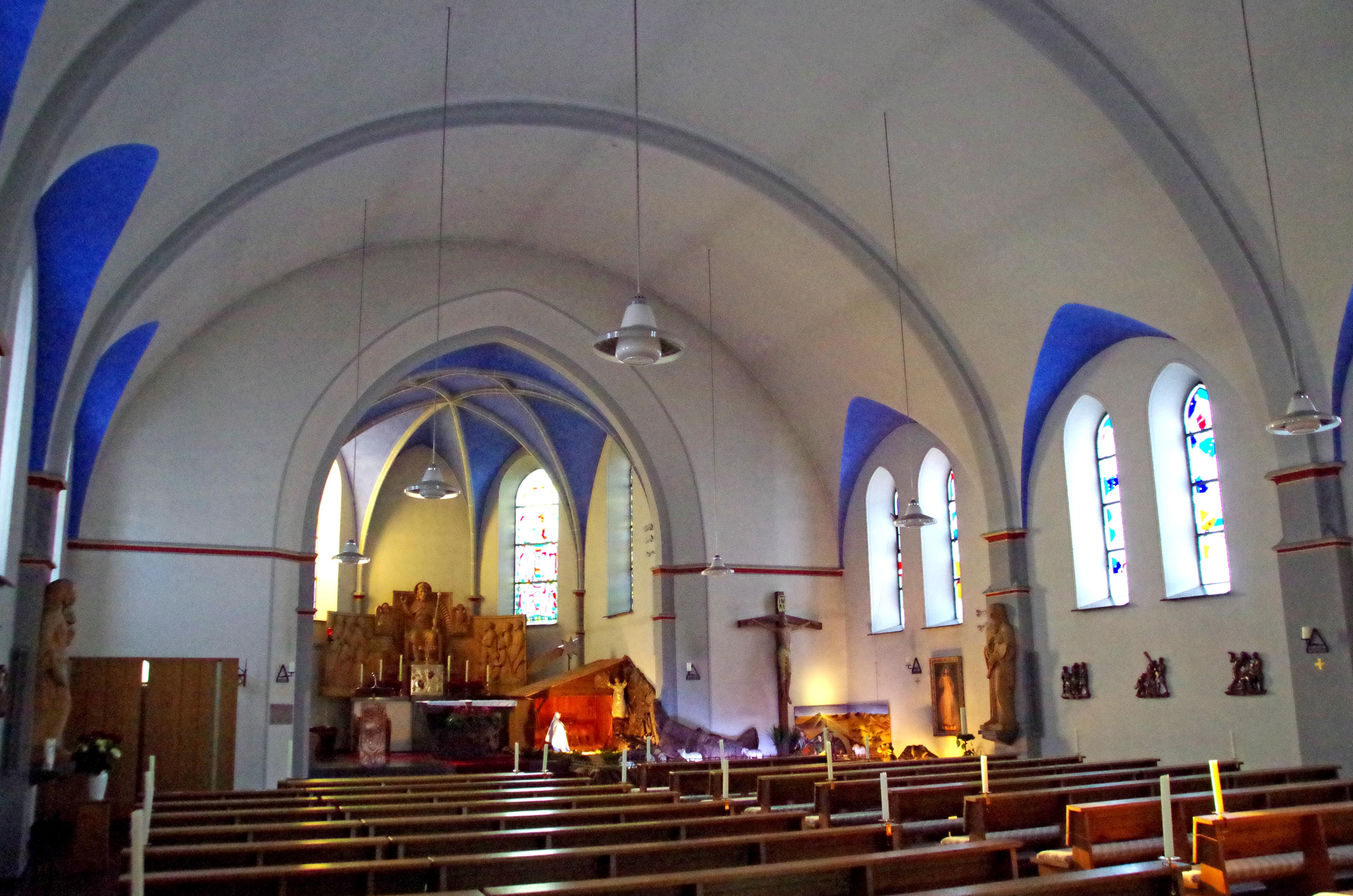
Innenraum mit Blick zum Altar

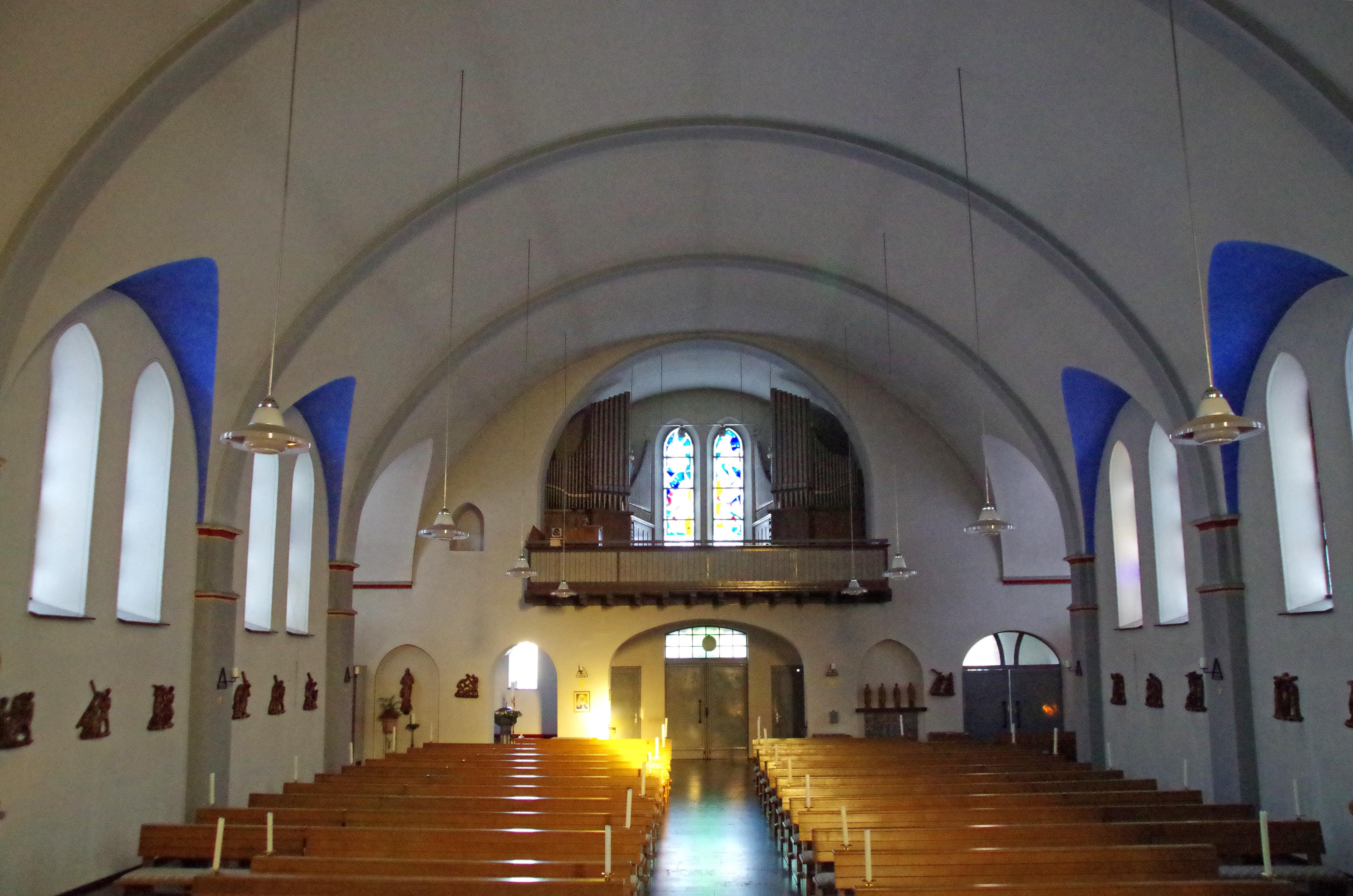
Kirchenschiff mit Orgelempore

Die Kirche ist dem Patronat des hl. Apostels Matthias anvertraut. Zur Pfarrei gehört auch der Gerstenhof, welcher auf kommunaler Ebene der Stadt Nideggen zugeordnet ist.

## Lage
Die Pfarrkirche St. Matthias befindet sich in der Ortsmitte von Strauch an der Ecke Monschauer Straße (L 246) / Kesternicher Straße. Die Kölner Straße führt in südlicher Richtung axial auf die Kirche zu. Das Gotteshaus ist nicht geostet. Der Chor zeigt nach Südwesten. Hinter dem Chor befindet sich auch das Pfarrheim sowie das Pfarrhaus. Vor der Kirche ist ein dreieckiger Platz mit dem Kriegerdenkmal.

## Allgemeines
In Strauch hat es im Mittelalter keine eigene Kirche gegeben. Erst Mitte des 19. Jahrhunderts bemühten sich die Bewohner um ein eigenes Kirchengebäude. Dazu schenkte Matthias Johnen ein Grundstück, auf dem zwischen 1846 und 1850 die erste Straucher Kirche erbaut wurde. 1855 erhielt Strauch einen eigenen Rektor. Zu dieser Zeit gehörte das Dorf noch zur Pfarre Simmerath. Eigenständige Pfarrei wurde Strauch erst am 1. Mai 1906. Seit 1930 gehört die Pfarre zum Bistum Aachen, zuvor zählte die zum Erzbistum Köln.

## Baugeschichte
Die erste Straucher Kirche wurde zwischen 1846 und 1850 durch den Bauunternehmer Peter Strauch aus Steckenborn erbaut. Am 16. Oktober 1850 konnte das neue Gotteshaus benediziert werden. 1906 wurde die bisherige Filialkirche zur Pfarrkirche erhoben. Im Jahr 1913 wurde die Kirche renovierungsbedürftig, sodass man vom Kölner Architekten Heinrich Forthmann ein Gutachten über den Bauzustand erstellen ließ. Das Gutachten ergab, dass eine Renovierung des Kirchengebäudes zu kostspielig sei und ein Neubau in Betracht gezogen werden sollte.
Letztlich entschied sich der Kirchenvorstand für einen Neubau, sodass die alte Pfarrkirche um 1921 abgerissen wurde. Von 1921 bis 1923 entstand schließlich die heutige Pfarrkirche nach Plänen von Heinrich Forthmann. Am 2. Mai 1928 wurde das neue Gotteshaus konsekriert. Bereits acht Jahre nach Fertigstellung wurde der Glockenturm durch einen Blitzeinschlag stark beschädigt. 1931 wurde er wieder aufgebaut.
Im Zweiten Weltkrieg wurde der Glockenturm von St. Matthias durch deutsche Truppen am 20. September 1944 gesprengt. Dadurch wurde der Turm vollständig zerstört und der Rest des Kirchengebäudes erlitt schwere Schäden. Der Wiederaufbau erfolgte 1950 und 1951 unter der Leitung des Aachener Architekten Wilhelm Rommé. Der Turm wurde in seinen alten Formen wiedererrichtet und die Schäden am Kirchenschiff beseitigt. Am 25. Oktober 1951 konnte der Aachener Weihbischof Friedrich Hünermann die Kirche erneut weihen.
Wegen der Liturgiereform des Zweiten Vatikanischen Konzils beschloss man einen Umbau des Altarraums, der 1974/75 nach Plänen von Ewald Nießen umgesetzt wurde. Am 20. Februar 1975 konnte der neue Altar geweiht werden.

## Baubeschreibung
St. Matthias ist eine einschiffige und vierjochige Saalkirche aus Bruchstein mit einem einjochigen und dreiseitig geschlossenen Chor im Südwesten. Der Glockenturm befindet sich seitlich an der Nordostecke und ist eingezogen. Daneben befindet sich eine Art Vorbau des Kirchenschiffs, in welchem das Hauptportal und auch die Orgelempore untergebracht sind. Der Glockenturm besitzt drei Geschosse und einen achtseitigen Turmhelm. Das Kirchenschiff wird mit einem Tonnengewölbe überspannt und der Chor mit einem Netzgewölbe. Die Fenster sind spitzbogig, besitzen jedoch kein Maßwerk. Den Gläubigen werden 200 Sitzplätze geboten. St. Matthias ist eine der letzten Kirchen, die noch im Baustil der Neugotik erbaut wurden.

## Ausstattung
In der Kirche befindet sich eine moderne Ausstattung. Der Altar im Chor ist eine Arbeit aus Blaustein, die Ewald Nießen 1974 schuf. Das Altarkreuz aus Eichenholz schnitzte der Straucher Josef Breuer 1979. Die Orgel ist ein Werk der Aachener Orgelbauanstalt Karl Bach aus dem Jahr 1956. Das Instrument besitzt 18 Register auf zwei Manuale und Pedal verteilt. Die Traktur ist elektrisch. Johannes Beeck entwarf die Buntglasfenster der Kirche als freie Kompositionen. Angefertigt und eingesetzt wurden sie durch die Firma Derix aus Königstein im Taunus 1975.

## Glocken
Im Glockenturm befindet sich ein vierstimmiges Geläut aus Bronze von der Glockengießerei Petit & Gebr. Edelbrock aus Gescher in Westfalen.
| Nr. | Name | Durchmesser (mm) | Masse (kg, ca.) | Schlagton (HT-1/16) | Gießer                                             | Gussjahr |
| 1   | -    | -                | -               | f'                  | Hans Hüesker, Fa. Petit & Gebr. Edelbrock, Gescher | 1950     |
| 2   | -    | -                | -               | as'                 | Hans Hüesker, Fa. Petit & Gebr. Edelbrock, Gescher | 1950     |
| 3   | -    | -                | -               | b'                  | Hans Hüesker, Fa. Petit & Gebr. Edelbrock, Gescher | 1950     |
| 4   | -    | -                | -               | c"                  | Hans Hüesker, Fa. Petit & Gebr. Edelbrock, Gescher | 1952     |

## Pfarrer
Folgende Pfarrer wirkten bislang in der Pfarrei St. Matthias als Seelsorger:
| von – bis | Name              |
| --------- | ----------------- |
| 1921–1954 | Alois Zorn        |
| 1954–1964 | Johannes Vohn     |
| 1965–1973 | Werner Eschweiler |
| 1973–1981 | Josef Zitzen      |
| 1982–1993 | Robert Frings     |
| 1993–1995 | Karl-Heinz Graff  |
| Seit 1995 | Michael Stoffels  |